# Думчева, Анна Ивановна
Анна Ивановна Думчева — советский хозяйственный, государственный и политический деятель.

## Биография
Родилась в 1919 года в деревне Кокино Севского уезда. Член ВКП(б).
С 1933 года — на хозяйственной, общественной и политической работе. В 1933—1974 гг. — колхозница, заведующая колхозными детскими яслями колхоза «Новинка» Комаричского района, участница Великой Отечественной войны, партизанка, в эвакуации, председатель колхоза «Новинка», председатель Кокинского сельского Совета народных депутатов, начальник Кокинского почтового отделения Комаричского района Брянской области.
Избиралась депутатом Совета Союза Верховного Совета СССР 2-го созыва от Брянской области.
Умерла в Ставропольском крае в 1986 году.